# Lonnie Walker
Lonnie Walker IV (* 14. Dezember 1998 in Reading, Pennsylvania) ist ein US-amerikanischer Basketballspieler.

## Laufbahn
Walker wechselte 2017 von der Reading High School (US-Bundesstaat Pennsylvania) an die University of Miami und entschied sich damit gegen ebenfalls vorliegende Angebote der University of Kentucky, der Villanova University, der University of Arizona sowie der Syracuse University. In seiner ersten und einzigen Saison für die Hochschulmannschaft erzielte er in 32 Einsätzen im Durchschnitt 11,5 Punkte, 2,6 Rebounds und 1,9 Korbvorlagen pro Begegnung.
Anfang April 2018 beendete er seine Universitätszeit vorzeitig, beim Draft-Verfahren der NBA im Juni 2018 sicherten sich die San Antonio Spurs in der ersten Auswahlrunde an insgesamt 18. Stelle Walkers Dienste. Bei den Texanern steigerte er sich von einem anfänglichen Mittelwert von 2,6 Punkten je Begegnung (Spielzeit 2018/19) auf einen Mittelwert von 12,1 Punkten je Begegnung (Spielzeit 2021/22). Im Juli 2022 unterzeichnete er einen Vertrag bei den Los Angeles Lakers.
In der Spielzeit 2023/24 stand Walker in Diensten der Brooklyn Nets. Ende Oktober 2024 wurde er von der litauischen Spitzenmannschaft Žalgiris Kaunas verpflichtet. Im Februar 2025 gewann er mit Kaunas den litauischen Pokalwettbewerb und nutzte wenige Tage später eine Vertragsklausel, um in sein Heimatland zurückzukehren und sich den Philadelphia 76ers anzuschließen.
Im Sommer 2025 wechselte Walker zu Maccabi Tel Aviv nach Israel.

## NBA-Statistiken
| Legende | Legende                                        | Legende | Legende                                                     | Legende | Legende                                          |
| ------- | ---------------------------------------------- | ------- | ----------------------------------------------------------- | ------- | ------------------------------------------------ |
| GP      | Absolvierte Spiele (Games played)              | GS      | Spiele von Beginn an (Games started)                        | MPG     | Absolvierte Minuten pro Spiel (Minutes per game) |
| FG %    | Wurfquote aus dem Feld (Field-goal percentage) | 3P %    | Wurfquote Drei-Punkte-Würfe (3-point field-goal percentage) | FT %    | Freiwurfquote (Free-throw percentage)            |
| RPG     | Rebounds pro Spiel (Rebounds per game)         | APG     | Assists pro Spiel (Assists per game)                        | SPG     | Steals pro Spiel (Steals per game)               |
| BPG     | Blocks pro Spiel (Blocks per game)             | PPG     | Punkte pro Spiel (Points per game)                          | FETT    | Karriere-Bestmarke                               |

### Hauptrunde
| Saison  | Team        | GP  | GS | MPG  | FG % | 3P % | FT % | RPG | APG | SPG | BPG | PPG  |
| ------- | ----------- | --- | -- | ---- | ---- | ---- | ---- | --- | --- | --- | --- | ---- |
| 2018–19 | San Antonio | 17  | 0  | 6.9  | .348 | .385 | .800 | 1.0 | 0.5 | 0.4 | 0.2 | 2.6  |
| 2019–20 | San Antonio | 61  | 12 | 16.2 | .426 | .406 | .721 | 2.3 | 1.1 | 0.5 | 0.2 | 6.4  |
| 2020–21 | San Antonio | 60  | 38 | 25.4 | .420 | .355 | .814 | 2.6 | 1.7 | 0.5 | 0.3 | 11.2 |
| 2021–22 | San Antonio | 70  | 6  | 23.0 | .407 | .314 | .784 | 2.6 | 2.2 | 0.6 | 0.3 | 12.1 |
| 2022–23 | L.A. Lakers | 56  | 32 | 23.2 | .448 | .365 | .858 | 1.9 | 1.1 | 0.5 | 0.3 | 11.7 |
| 2023–24 | Brooklyn    | 58  | 0  | 17.4 | .423 | .384 | .763 | 2.2 | 1.3 | 0.6 | 0.3 | 9.7  |
| Gesamt  | Gesamt      | 322 | 88 | 20.3 | .422 | .356 | .795 | 2.3 | 1.5 | 0.5 | 0.3 | 9.8  |

### Playoffs
| Saison  | Team        | GP | GS | MPG  | FG % | 3P % | FT % | RPG | APG | SPG | BPG | PPG |
| ------- | ----------- | -- | -- | ---- | ---- | ---- | ---- | --- | --- | --- | --- | --- |
| 2018–19 | San Antonio | 6  | 0  | 3.5  | .375 | .000 | –    | 0.3 | 0.5 | 0.0 | 0.0 | 1.0 |
| 2022–23 | L.A. Lakers | 13 | 0  | 13.8 | .483 | .382 | .750 | 0.9 | 0.8 | 0.5 | 0.1 | 6.2 |
| Gesamt  | Gesamt      | 19 | 0  | 10.5 | .471 | .371 | .750 | 0.7 | 0.7 | 0.4 | 0.1 | 4.5 |